# 倶知安厚生病院
倶知安厚生病院（くっちゃんこうせいびょういん）は、北海道虻田郡倶知安町にある病院。

## 沿革
- 1942年（昭和17年）：倶知安町が経営を譲り受け、町立病院開設[2]。
- 1945年（昭和20年）：倶知安町から北海道農業会に経営移管し、「北農倶知安厚生病院」として開設[2]。
- 1948年（昭和23年）：北海道農業会解散し、北海道厚生農業協同組合連合会（JA北海道厚生連）に事業継承[2]。
- 1955年（昭和30年）：本館増築工事竣工[2]。結核病棟新設[2]。
- 1960年（昭和35年）：倶知安町伝染隔離病棟併設[2]。
- 1961年（昭和36年）：精神神経科病棟新設[2]。
- 1964年（昭和39年）：一般（現在の北棟）増築工事竣工[2]。
- 1970年（昭和45年）：倶知安厚生准看護学院（後の倶知安厚生看護高等専修学校）設立（2002年3月閉校）[2]。増築工事竣工（現在の西棟）。
- 1971年（昭和46年）：総合病院の名称許可。
- 1973年（昭和48年）：院内保育所開設[2]。「地域センター病院」指定[2]。
- 1974年（昭和49年）：「救急病院」（救急指定病院）告示[2]。増改築工事竣工（現在の中央棟）[2]。
- 1977年（昭和52年）：精神科病棟増築工事竣工[2]。
- 1984年（昭和59年）：増改築工事竣工（現在の東棟）[2]。
- 1991年（平成03年）：中央棟増築[2]。
- 1998年（平成10年）：増改築整備工事（精神病棟・作業療法施設完成移転）[2]。隔離病舎完成移転[2]。
- 1999年（平成11年）：増改築工事（中央診察棟完成移転）[2]。ようてい訪問看護ステーション開設[2]。
- 2000年（平成12年）：増改築整備工事（内部改修工事）完了[2]。
- 2009年（平成21年）：療養病棟廃止[2]。
- 2010年（平成22年）：外来化学療法室開設[2]。
- 2011年（平成23年）：こころの総合支援センター開設[2]。
- 2013年（平成25年）：「初期被ばく医療機関」指定[2]。
- 2015年（平成27年）：地域包括ケア病棟開設[2]。

## 機関指定
- 地域センター病院（へき地中核病院）
- 救急告示病院（救急指定病院）・二次救急応需病院（病院郡輪番制）
- 第二種感染症指定医療機関（2床）
- 災害拠点病院[3]

## 診療科等
診療科
- 総合診療科
- 内科（人工透析）
- 消化器科
- 循環器科
- 呼吸器科
- 神経内科
- 小児科
- 外科
- 脳神経外科
- 心臓血管外科
- 整形外科
- 産婦人科
- 皮膚科
- 泌尿器科
- 耳鼻咽喉科
- 眼科
- 麻酔科
- 精神神経科
- 臨床検査科
- 臨床研修医

部門
- 看護部
- 薬剤科
- 医療技術部
  - 放射線技術科
  - リハビリテーション部門
  - 栄養科
- 事務部
- 診療支援センター

## 認定施設
| 日本内分泌学会内分泌代謝科専門医認定教育施設 | 日本外科学会専門医制度関連施設           |
| 日本消化器外科学会専門医制度関連施設         | 日本整形外科学会専門医制度研修認定施設   |
| 日本眼科学会専門医制度研修認定施設           | 日本精神神経学会精神科専門医制度研修施設 |
| 日本消化器内視鏡学会専門医制度指導施設       |                                          |

## 関連施設
- 倶知安厚生病院院内保育所（院内保育）
- ようてい訪問看護ステーション
  - ニセコステーション
  - 蘭越ステーション
  - 喜茂別ステーション
- 倶知安厚生指定居宅介護支援事業所

## アクセス・駐車場
- 道南バス「厚生病院前」バス停から徒歩約1分[4]
- ニセコバス「厚生病院前」バス停から徒歩約3分[4]
- 北海道中央バス「倶知安十字街」バス停から徒歩約5〜6分[4]
- 北海道旅客鉄道（JR北海道）倶知安駅から徒歩約15分[4]
- 駐車場：150台[4]